# Розовка (Приазовский район)
Розо́вка (укр. Розівка) — село,
Розовский сельский совет,
Приазовский район,
Запорожская область,
Украина.
Код КОАТУУ — 2324585101. Население по переписи 2001 года составляло 842 человека.
Является административным центром Розовского сельского совета, в который, кроме того, входит село
Калиновка и ликвидированное село
Ульяновское.

## Географическое положение
Село Розовка находится на расстоянии в 2,5 км от села Калиновка.
По селу протекает пересыхающий ручей с запрудой.

## История
- 1925 год — дата основания как посёлок им. Розы Люксембург.

## Экономика
- «Розовка», ООО.

## Объекты социальной сферы
- Школа.
- Детский сад.
- Фельдшерско-акушерский пункт.

## Достопримечательности
- Братская могила советских воинов.